# Shinorii
是Visual Art's旗下Key所屬的女性插畫家。京都府出身。也有使用作為筆名。在Key內曾被發音作。
於Tactics時代加入，其後與麻枝准等人移籍至Visual Art's。

## 主要作品
- （MayfarSoft，原畫、人設）
- MOON.（Tactics，CG）
- ONE～光辉的季节～（Tactics，CG）
- Kanon（Key，原畫）
- AIR（Key，CG）
- CLANNAD（Key，CG）
- Rewrite（Key，CG）